# 1920年美国总统选举
1920年美国总统选举（英語：United States presidential election of 1920）于1920年11月2日举行。這是美國第一次有女性選民擁有投票權的總統選舉，結果由共和党人哈定當選。

## 共和党提名
1920年共和党全国大会在芝加哥体育中心（Chicago Coliseum）召开。由于三位领先候选人竞争激烈，大会早早陷入僵局。为打破僵持，共和党主要领袖移师黑石饭店（Blackstone Hotel）的404房间，讨论以哈定为折衷方案的可行性。坊间流传最广的故事称党领袖们在这间“充满烟雾的客房”（smoke-filled room，美联社语）敲定了哈定为最终人选；“smoke-filled room”一词也由此引申为“密谈室”之意。但实际情况并非如此。404房间内的磋商实际上只是党派大佬们为打破僵局而做出的多次尝试中的一次，而且也没有证据表明在这次秘密会议中做出了任何实质性决定。由于三位领先者间的僵持，密谈的主要目的在于从其他候选人中找出一个能够尽可能号召大多数的人选，而领袖们首先就把目光聚集到哈定身上。哈定在此前的投票中排第十位，被视作“第二梯队的领头羊”。当被问及是否存在任何不雅的历史档案而可能为反对者所利用时，哈定断然予以否认。实际上，哈定和一位名叫凯莉·富尔顿·菲利普斯（Carrie Fulton Phillips）的女人—也是他一位朋友的妻子有婚外情。但这件事直到哈定得到提名后才被发觉。
作为一位在俄亥俄州外几乎没什么名气的政客而赢得提名，哈定堪称一匹黑马。另外，党大会还提名马萨诸塞州州长卡尔文·柯立芝为他的竞选伙伴，竞选副总统一职。
共和党党内初选候选人：

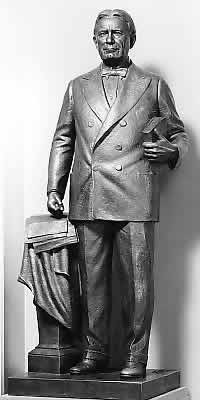
美国参议院议员威廉·埃德加·博拉，爱达荷州
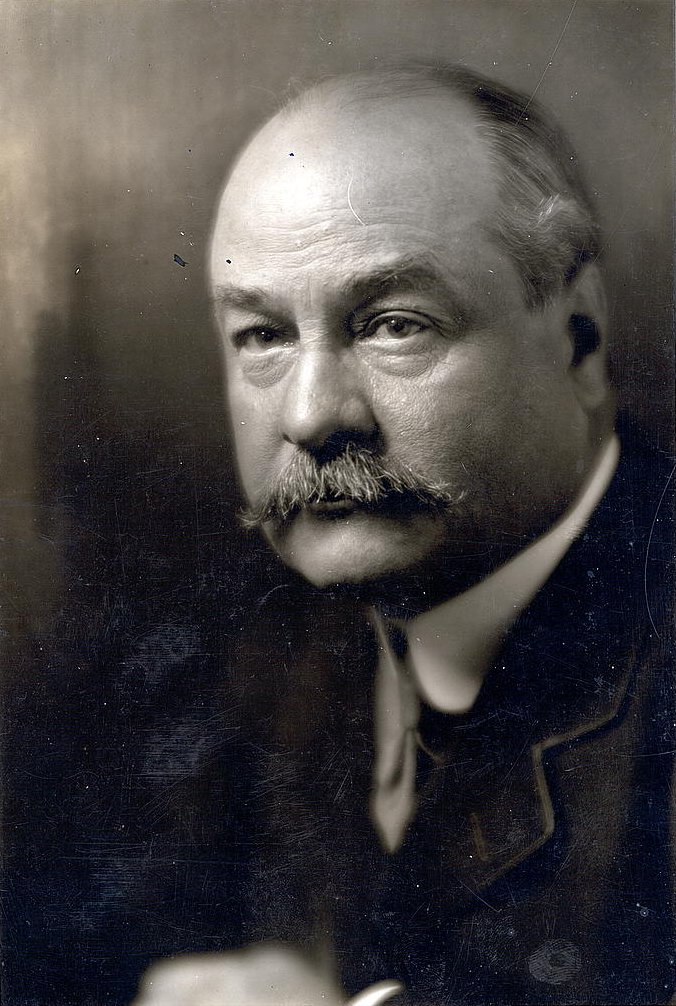
哥伦比亚大学校长、1912年美国副总统候选人尼古拉斯·默里·巴特勒，纽约州
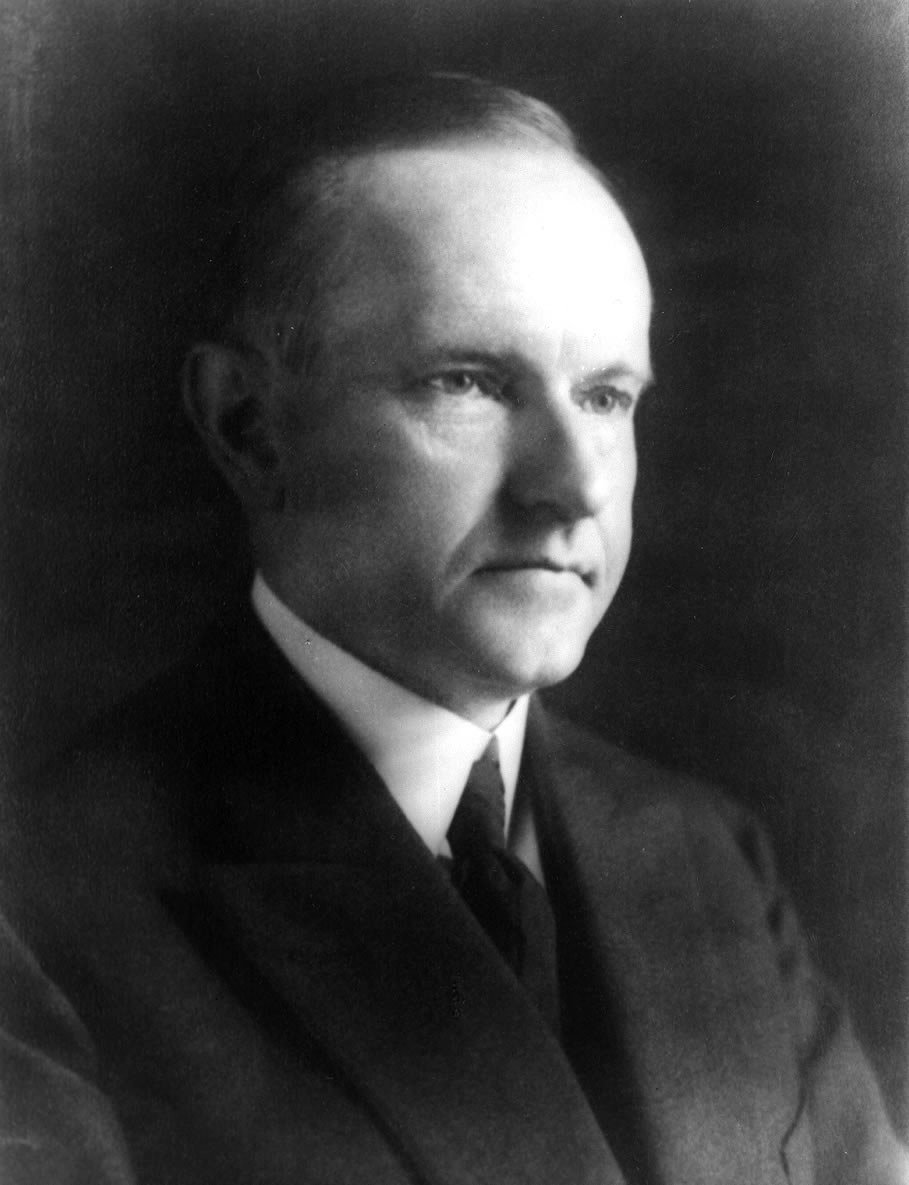
马萨诸塞州州长卡尔文·柯立芝，马萨诸塞州
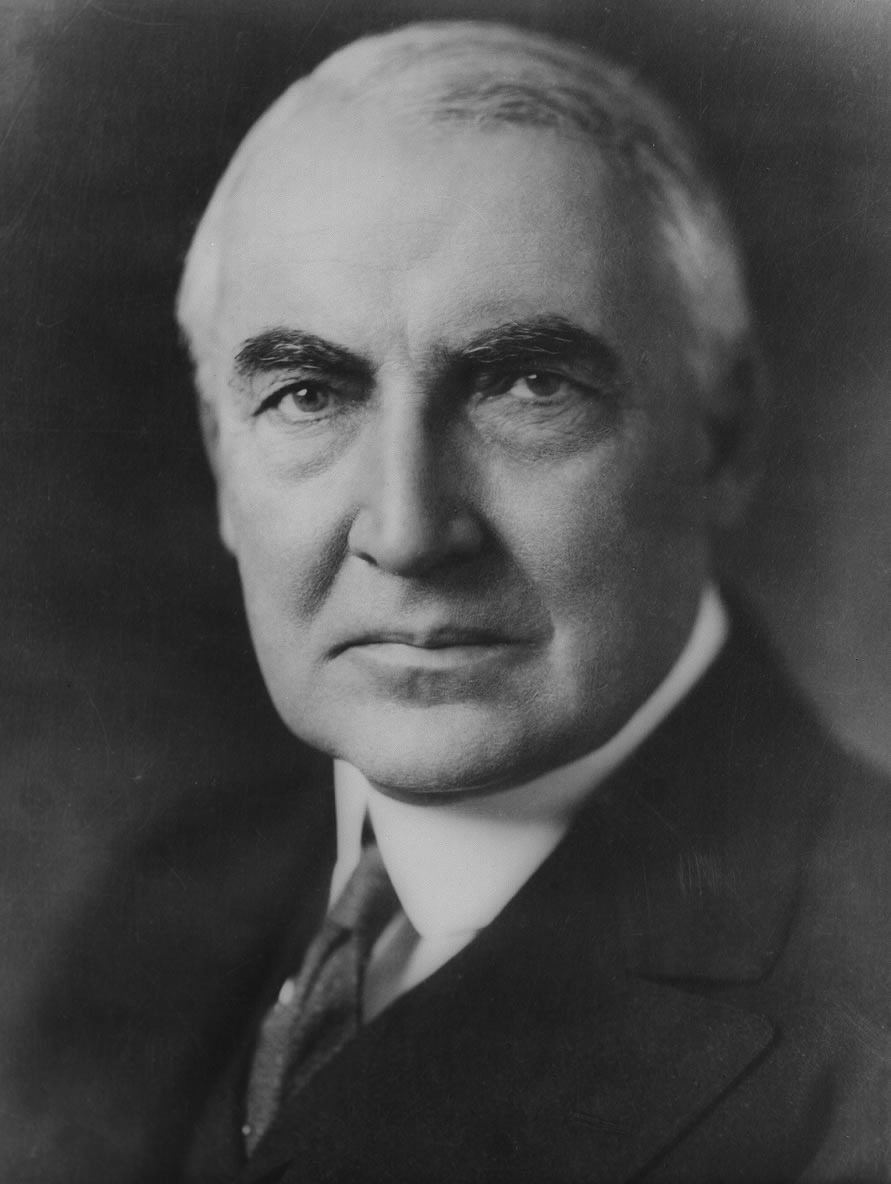
美国参议院议员沃伦·G·哈定，俄亥俄州
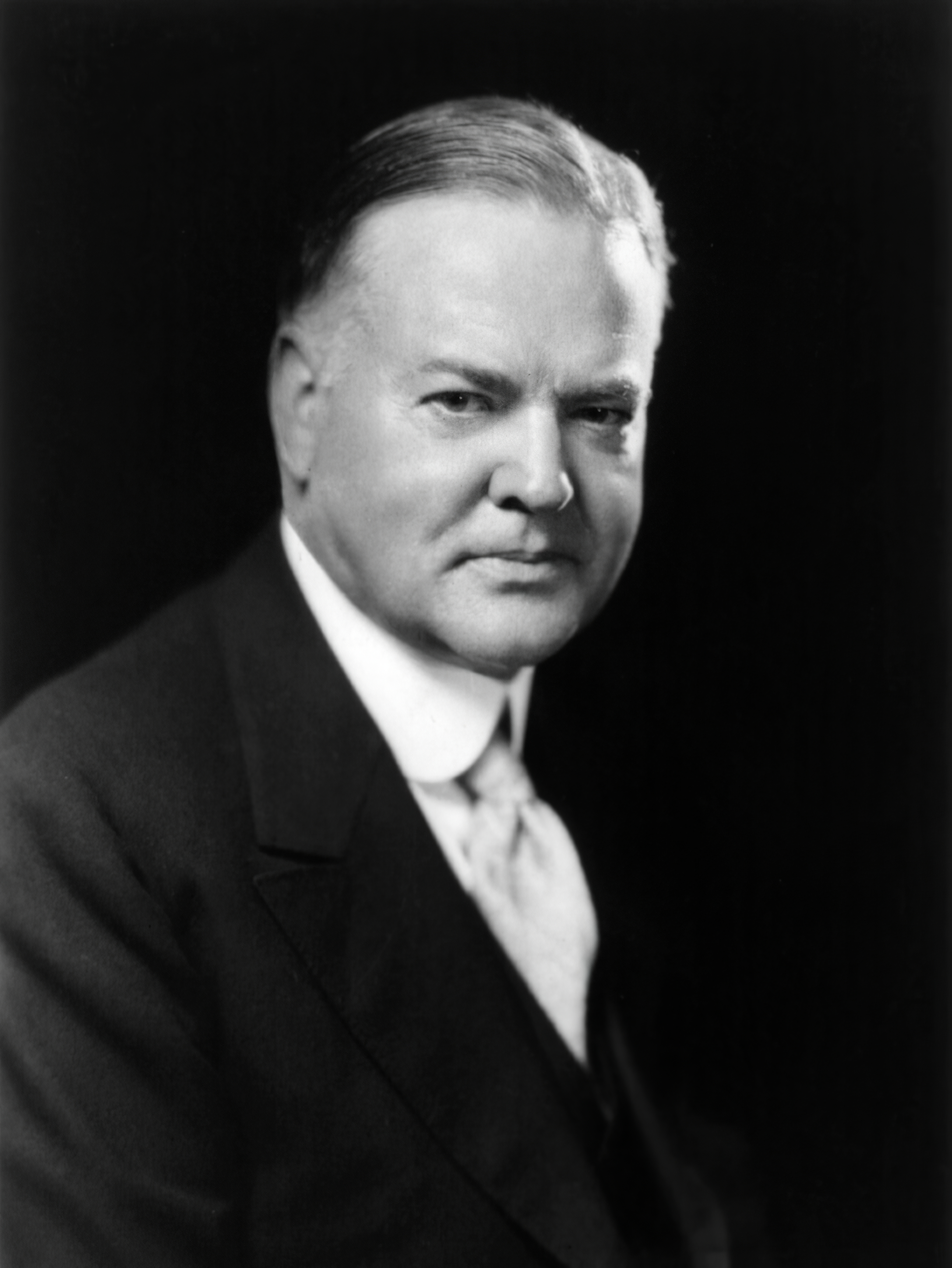
商人赫伯特·胡佛，加利福尼亚州
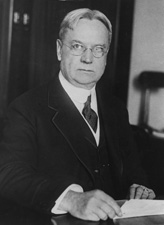
美国参议院议员海勒姆·约翰逊，加利福尼亚州
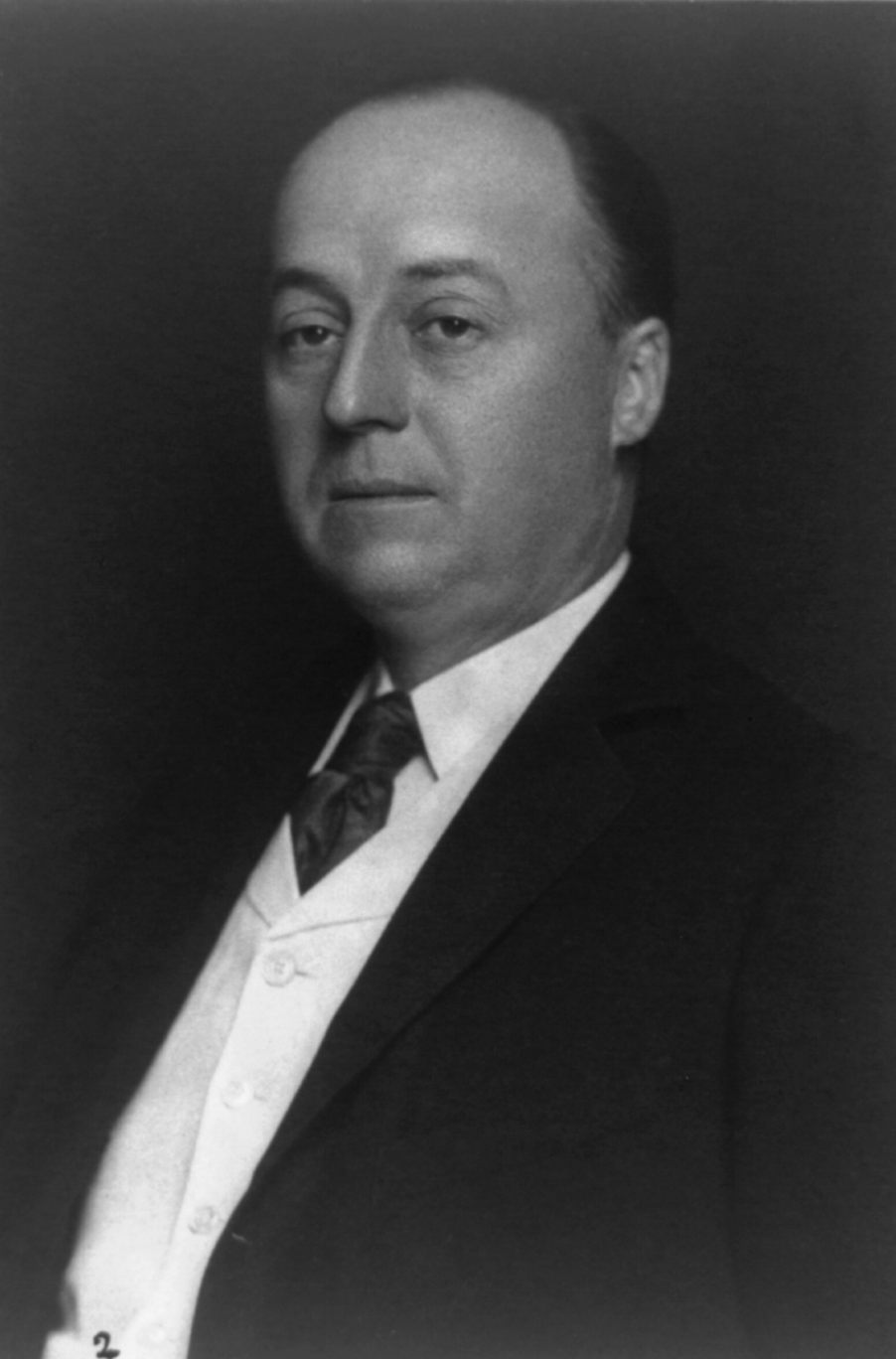
美国参议院议员菲兰德·C·诺克斯，宾夕法尼亚州
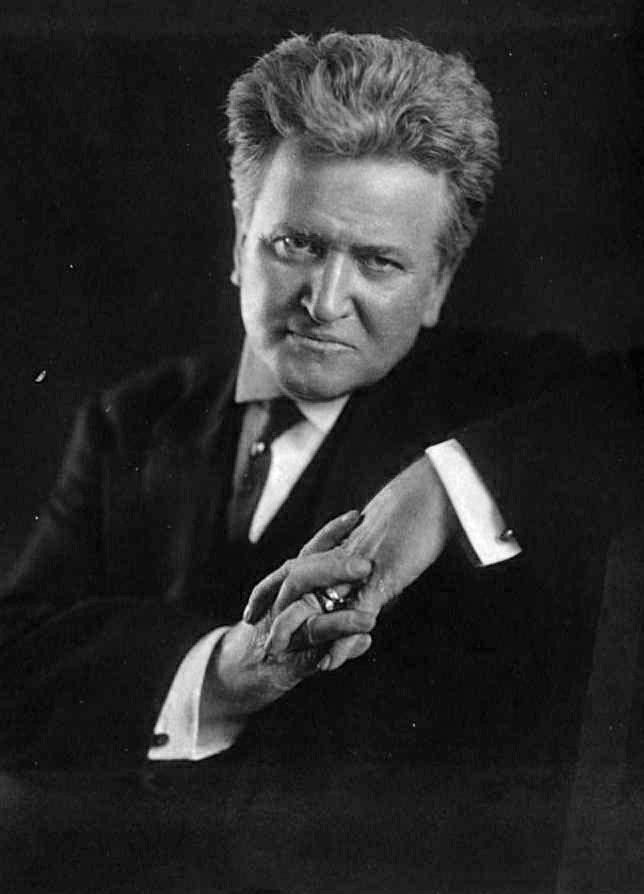
美国参议院议员老罗伯特·M·拉福利特，威斯康星州
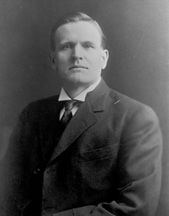
美国参议院议员欧文·伦鲁特，威斯康星州
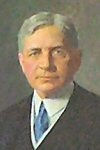
伊利诺伊州州长弗兰克·奥伦·洛登，伊利诺伊州
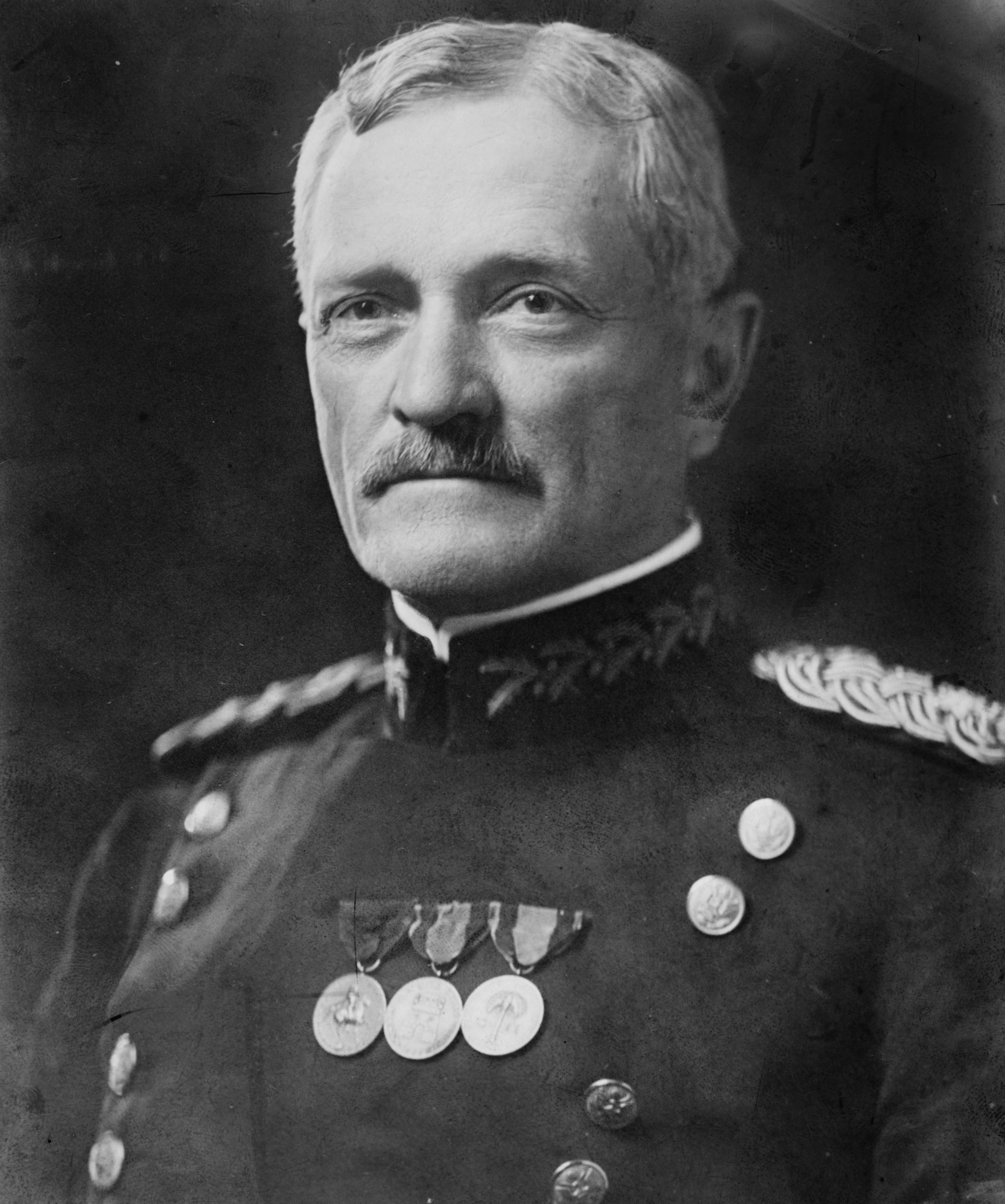
美国陆军特级上将约翰·J·潘兴
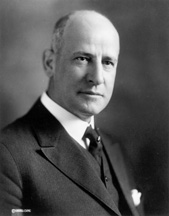
美国参议院议员迈尔斯·波因德克斯特，华盛顿州
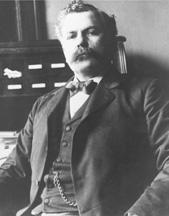
美国参议院议员杰特·康奈利·普里查德，北卡罗来纳州
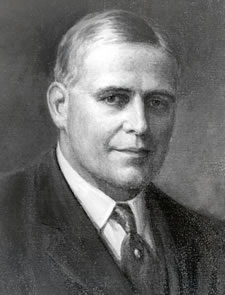
宾夕法尼亚州州长威廉·卡梅伦·斯普劳尔，宾夕法尼亚州
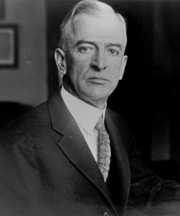
美国参议院议员霍华德·萨瑟兰，西弗吉尼亚州
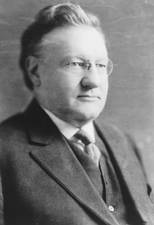
美国参议院议员詹姆斯·伊莱·沃森，印第安纳州
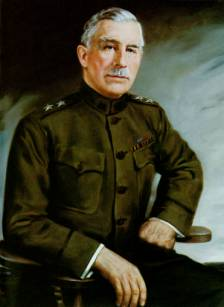
少将伦纳德·伍德，新罕布什尔州

共和党最终总统候选人和副总统候选人：沃伦·G·哈定和卡尔文·柯立芝。

## 民主党提名
民主党党内初选候选人：

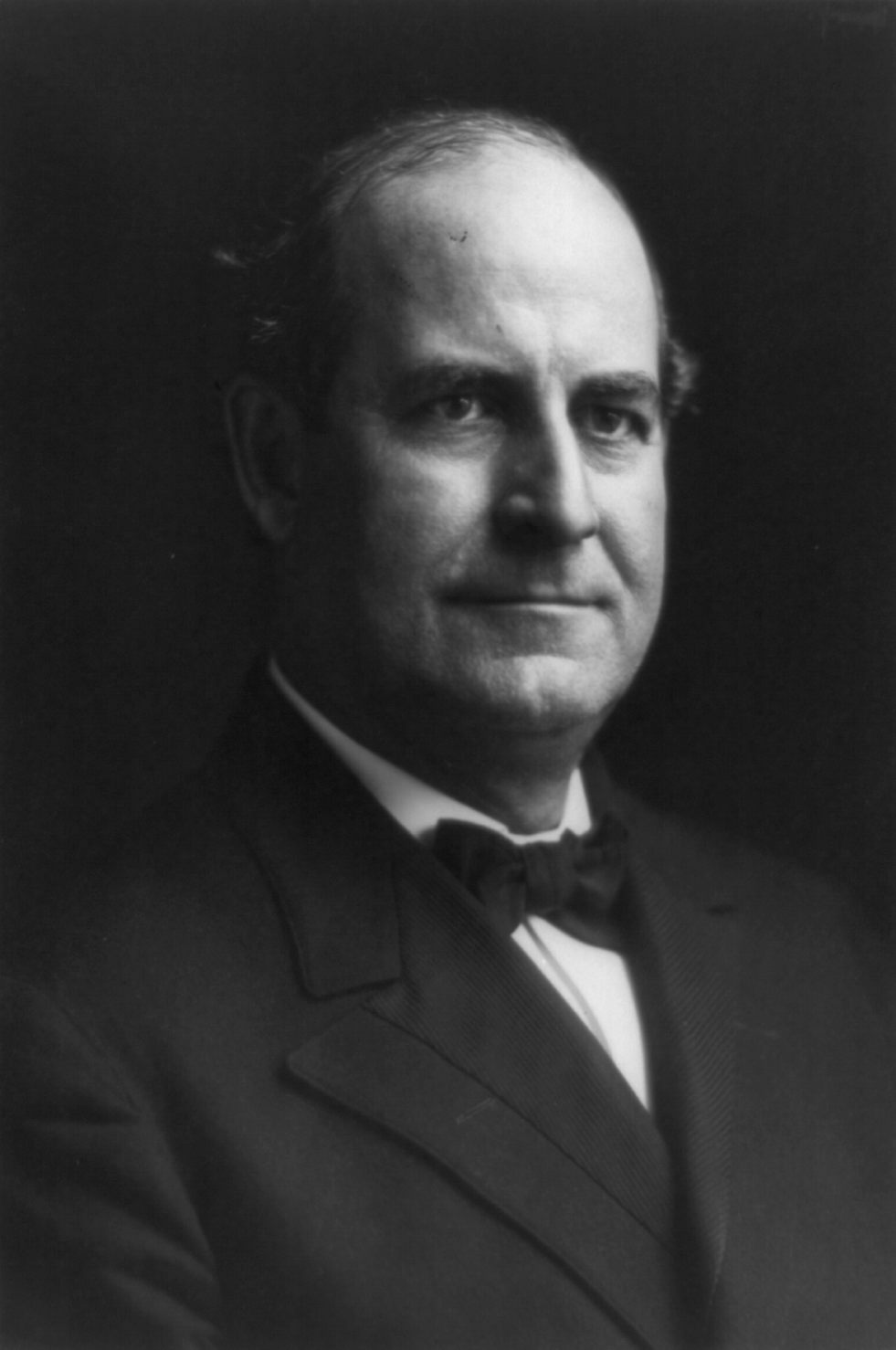
前美国国务卿威廉·詹宁斯·布赖恩，内布拉斯加州
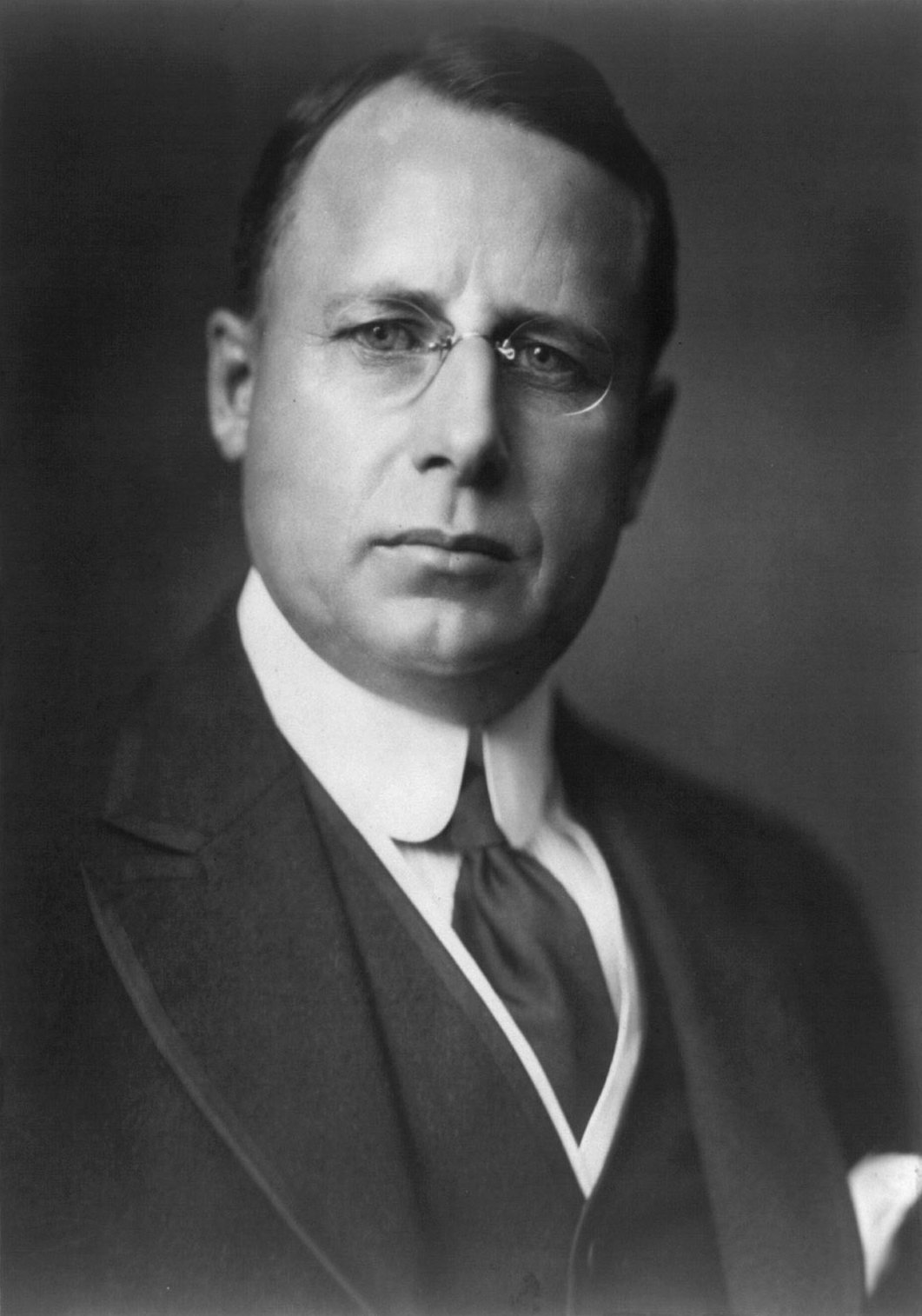
俄亥俄州州长詹姆斯·M·考克斯，俄亥俄州
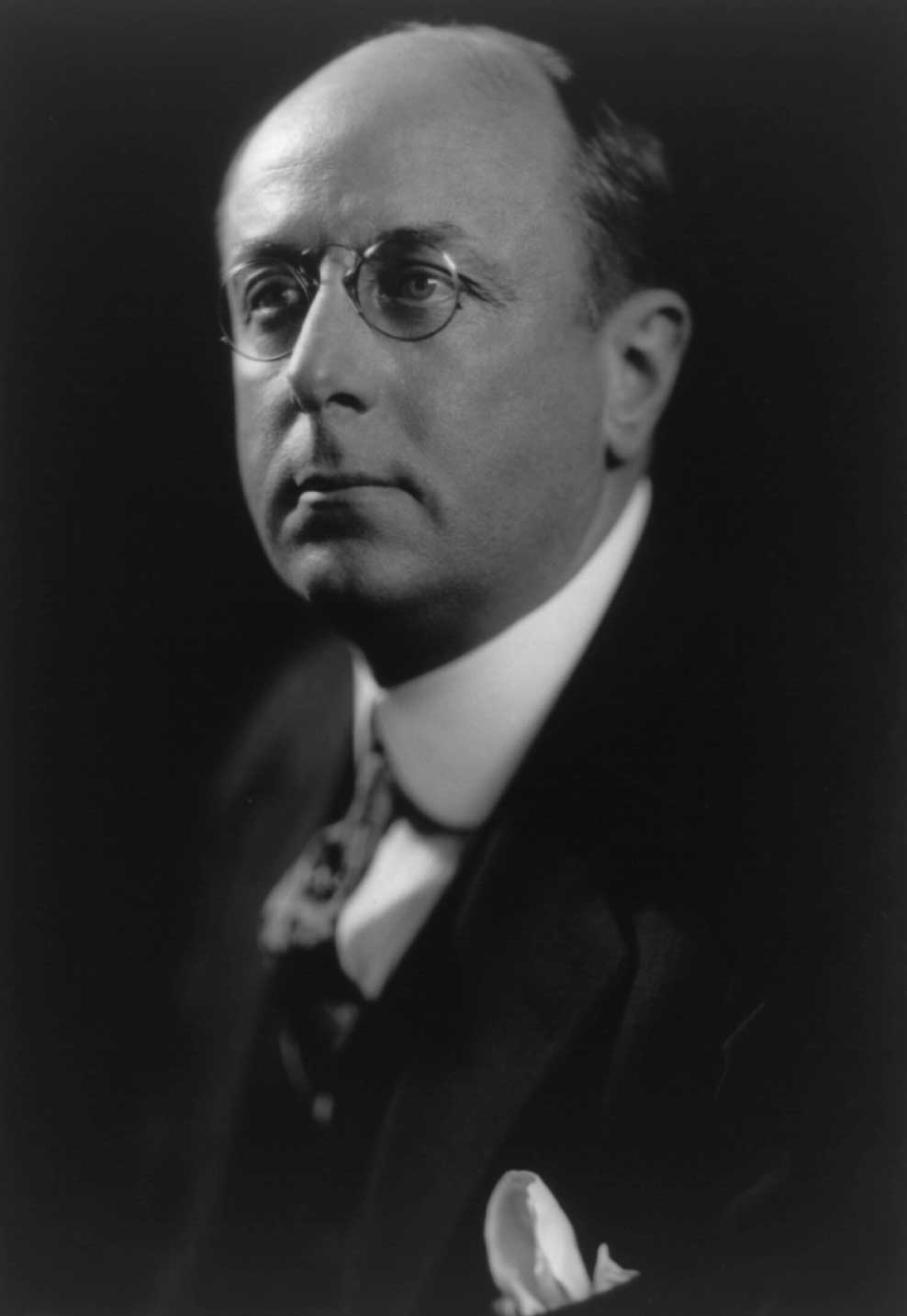
美国民主党全国委员会主席霍默·S·卡明斯，康涅狄格州
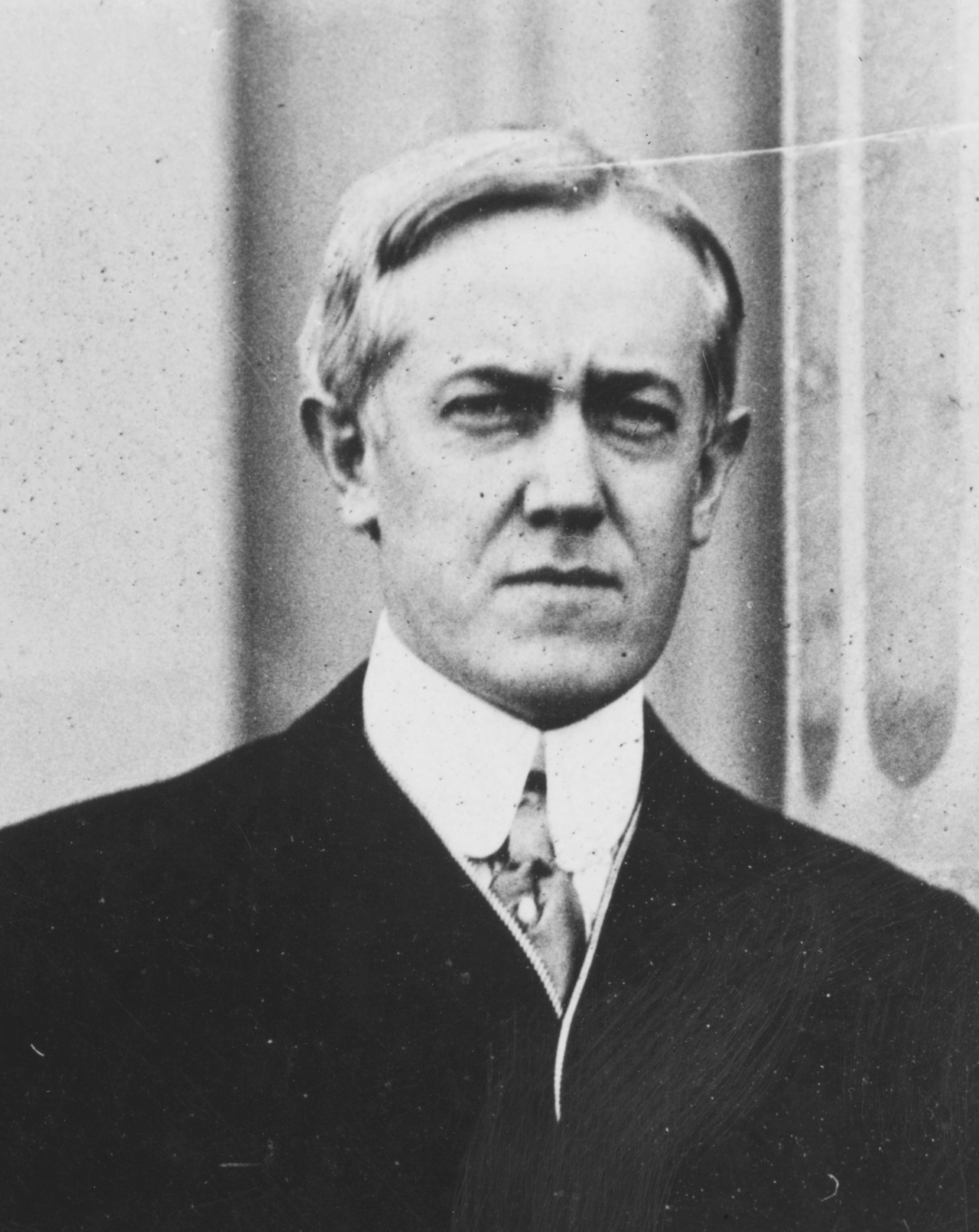
前美国司法部副部长、美国驻英国大使约翰·W·戴维斯，西弗吉尼亚州
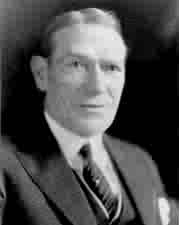
新泽西州州长爱德华·I·爱德华兹，新泽西州
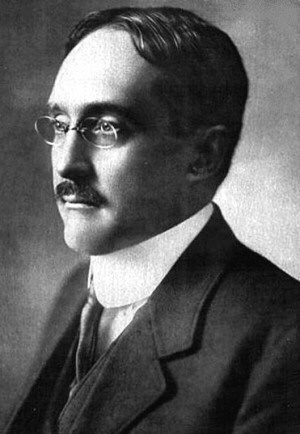
前美国驻德国大使詹姆斯·W·杰勒德，纽约州
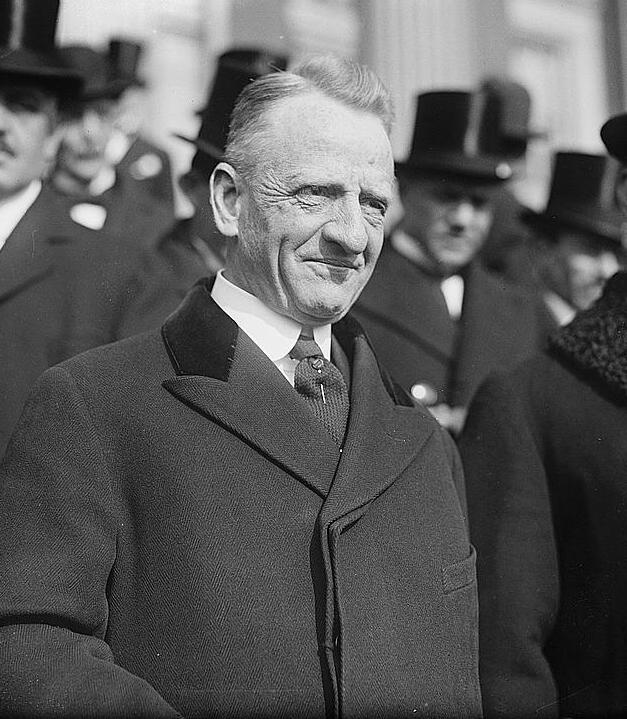
美国财政部长卡特·格拉斯，弗吉尼亚州
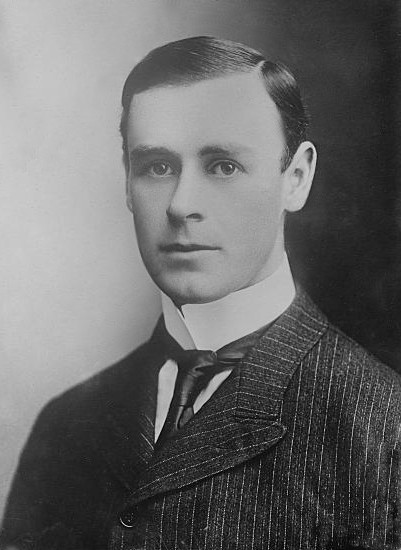
菲律宾总督弗朗西斯·伯顿·哈里森，纽约州
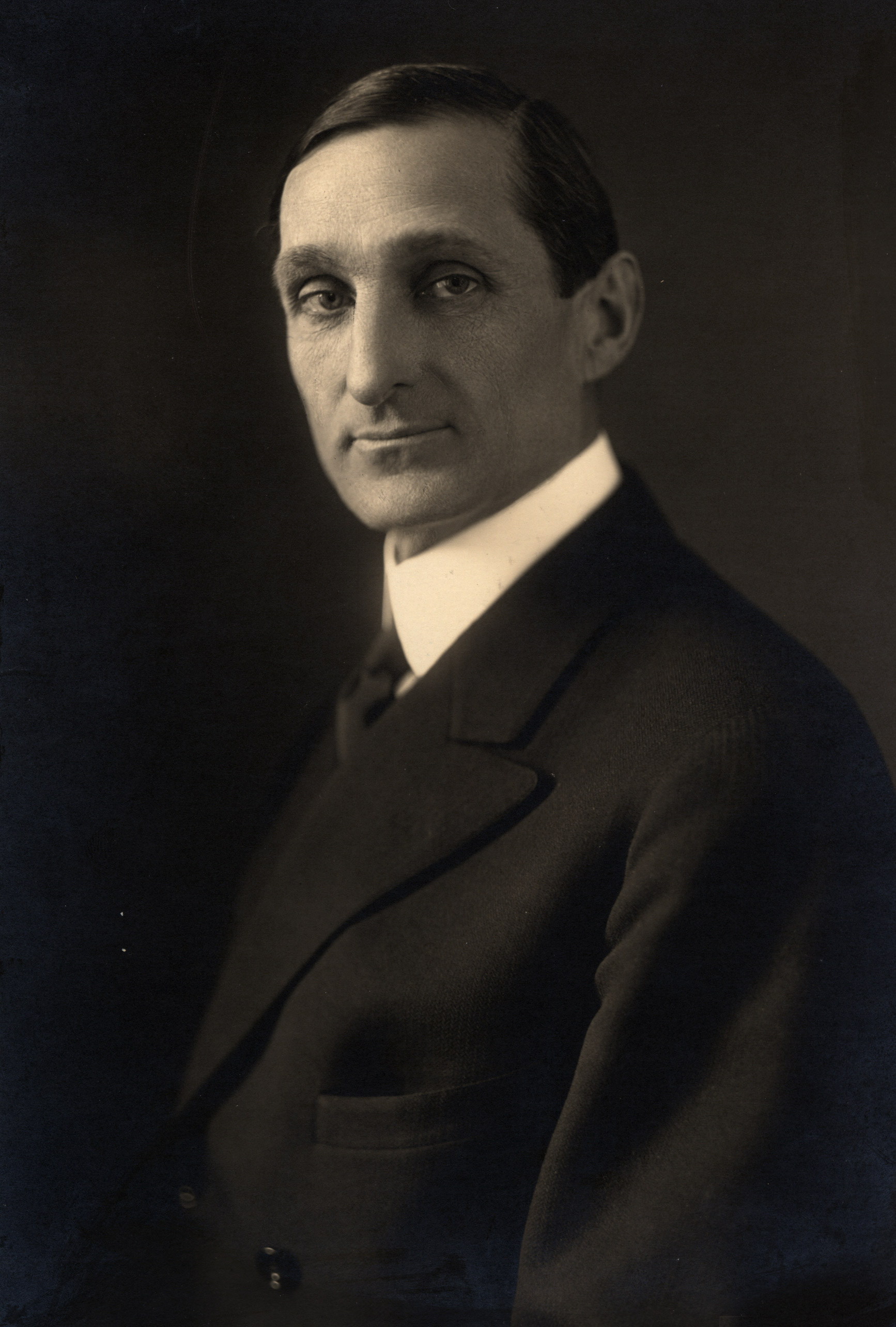
前美国财政部长威廉·吉布斯·麦卡杜，加利福尼亚州
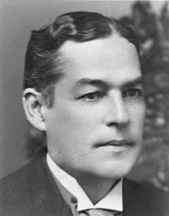
美国参议院议员罗伯特·L·欧文，俄克拉何马州
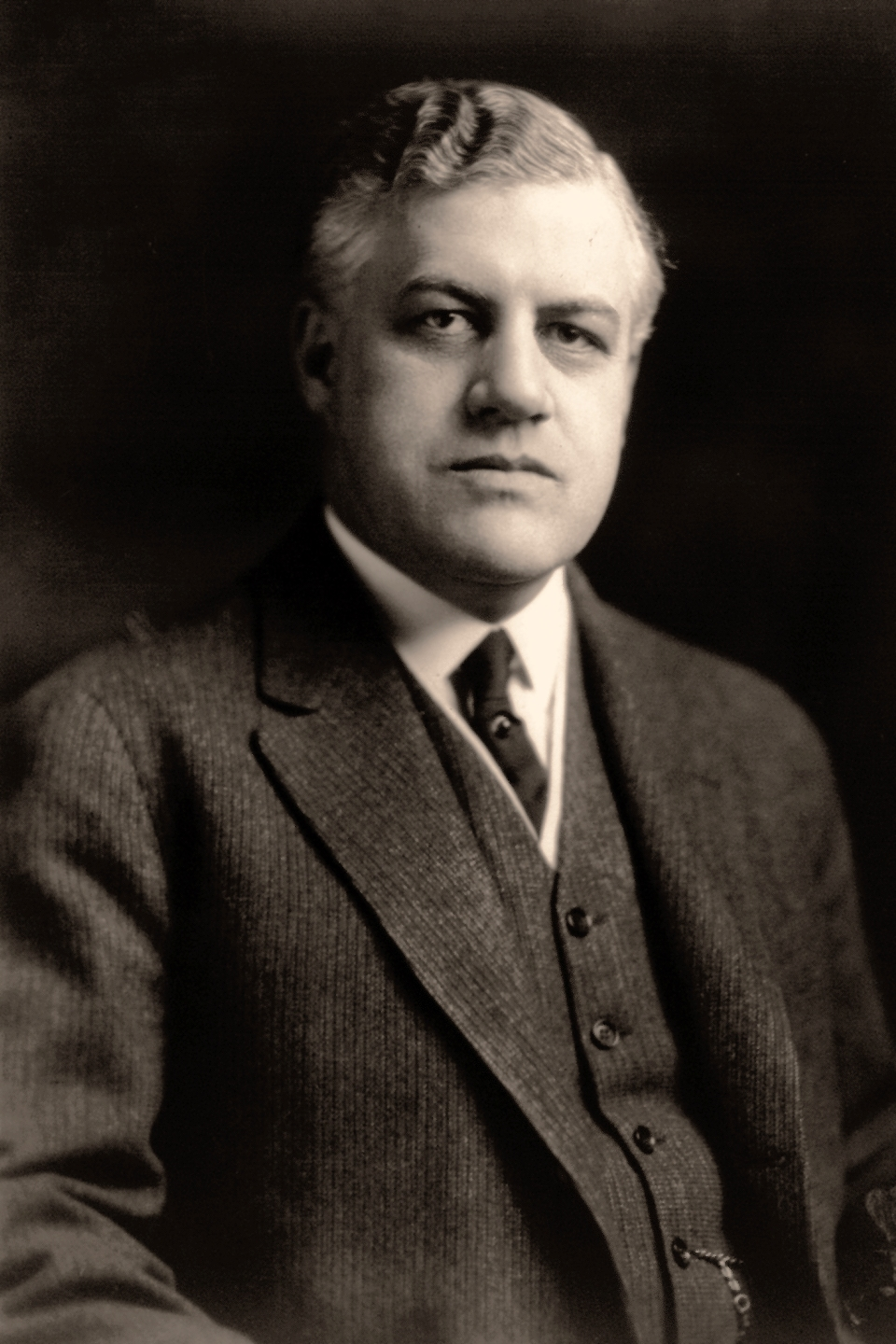
美国司法部长亚历山大·米切尔·帕尔默，宾夕法尼亚州
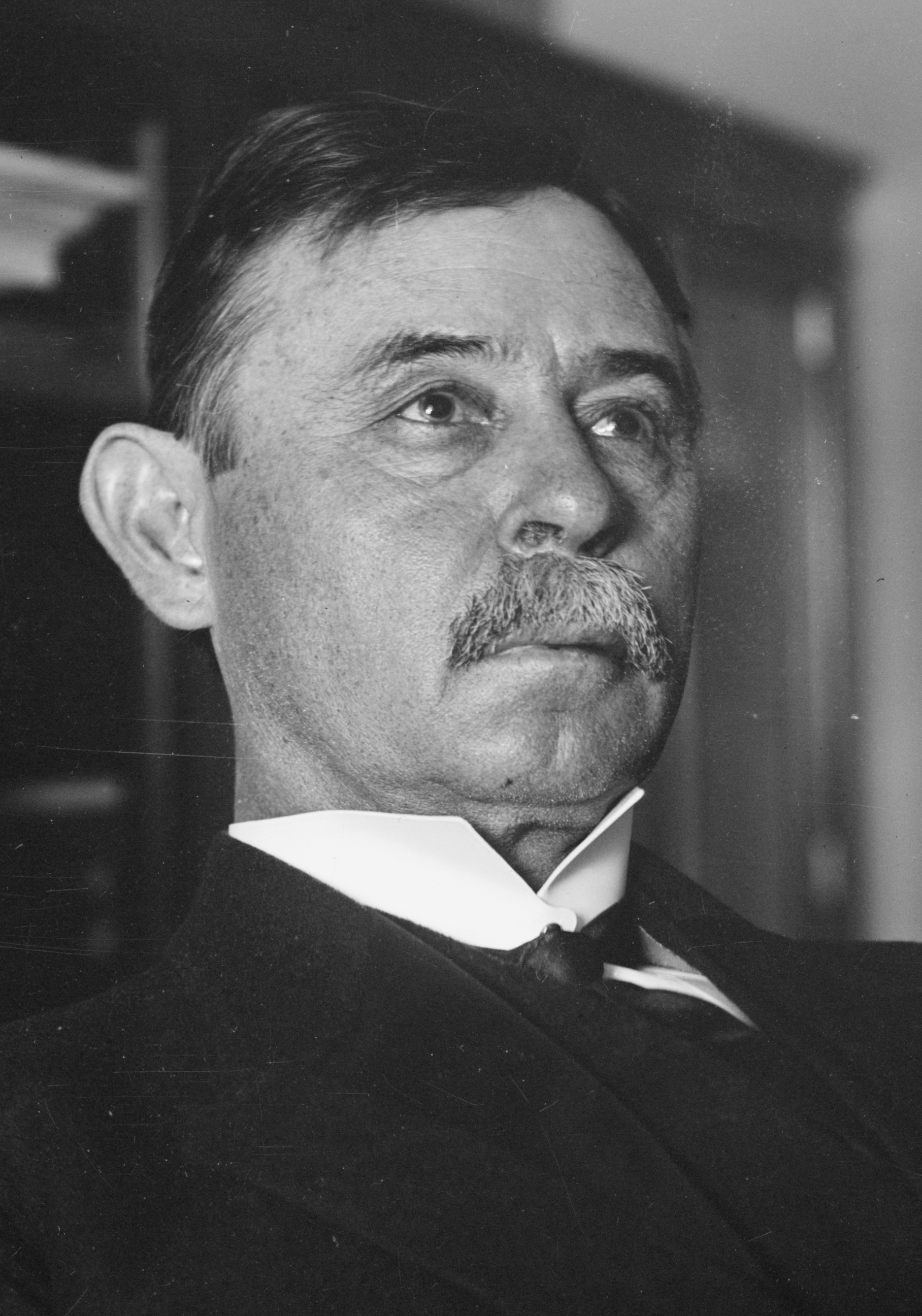
美国参议院议员弗尼福尔德·麦克伦德尔·西蒙斯，北卡罗来纳州
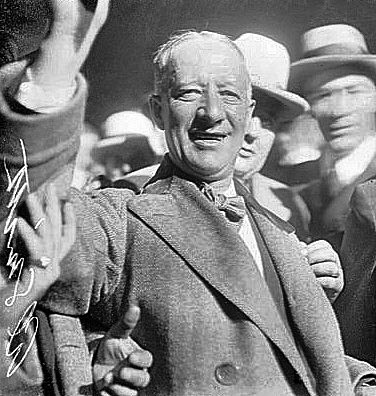
纽约州州长阿尔·史密斯，纽约州
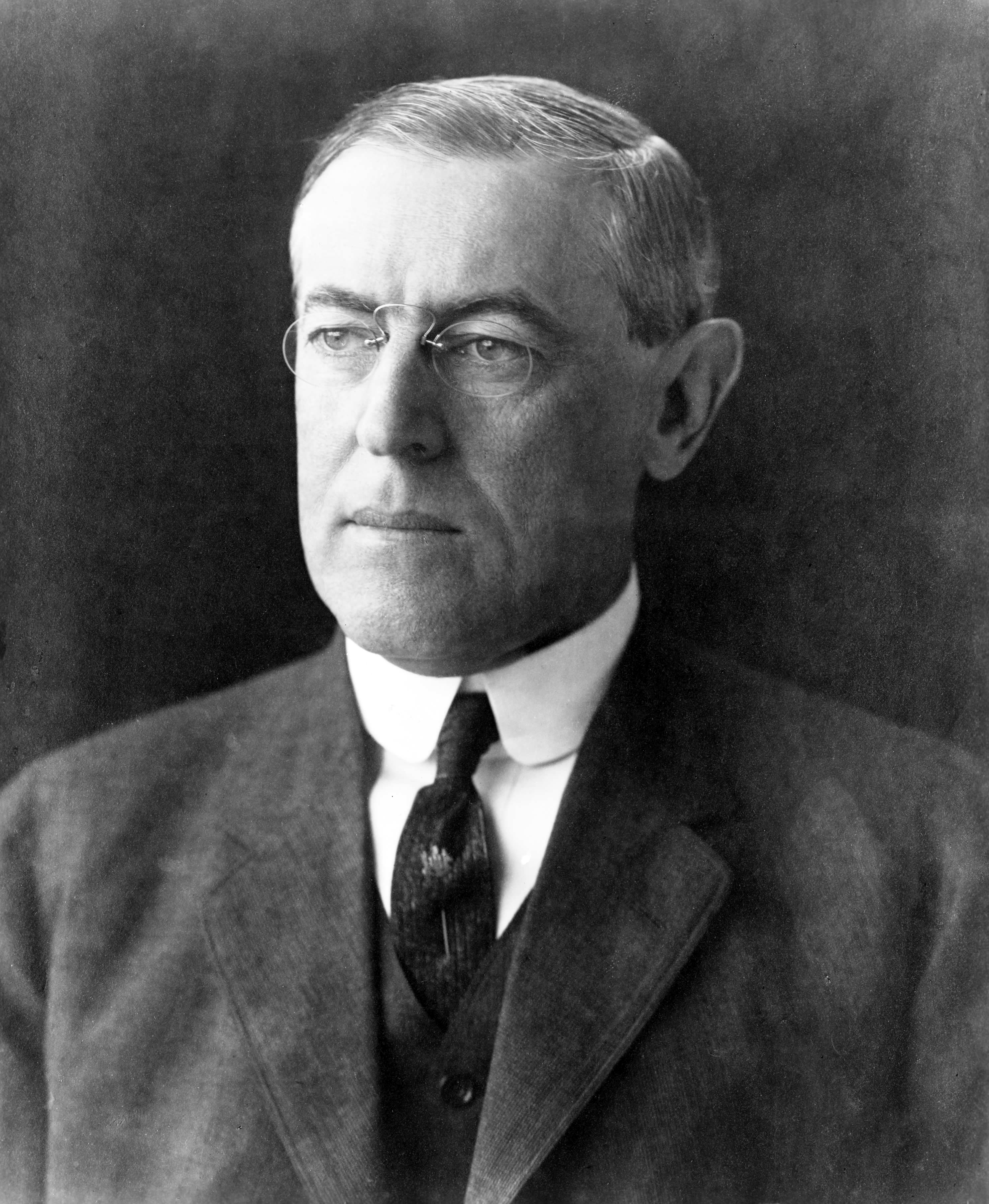
美国总统伍德罗·威尔逊，新泽西州

民主党最终总统候选人和副总统候选人：詹姆斯·M·考克斯和富兰克林·D·罗斯福。

## 大選
哈定的大选对手是民主党人和俄亥俄州州长詹姆斯·米德尔顿·考克斯，竞选搭档则为时任海军助理部长的富兰克林·罗斯福。这场大选在很大程度上被视作两种理念的竞争：民主党要求继承伍德罗·威尔逊的进步主义路线，而共和党则倡导回归威廉·麦金莱时代的自由放任主义经济政策。
在竞选中，哈定打出了“回归常态”（Return to Normalcy）的旗号。应当注意，在英语中“常态”一词一般作normality，而极少用normalcy。这个口号不但要求结束欧战所带来的“不正常年代”，也反映了当时的三个主要趋势，即强化孤立主义、复活排斥主义以及弱化威尔逊时代的政府行动主义。
哈定在1920年夏秋之际发起的“前廊运动”（Front Porch Campaign）几乎捕捉了全国的注意力。他的竞选在美国历史上可谓盛况空前。不但有争相报道的各大媒体、层出不穷的新闻影片，而且还充分利用了好莱坞和百老汇等娱乐界的力量。包括艾尔·乔森、莉莉安·拉塞尔、道格拉斯·范朋克以及玛丽·毕克馥在内的众多明星纷纷前往马里恩哈定夫妇的家中与他们合影。商界巨头如爱迪生、亨利·福特、哈维·凡士通等人也给哈定以支持。截至11月大选前夕，多达60万人参与了这场奔赴马里恩的“朝圣”活动。
弗洛伦斯·哈定对哈定的竞选起了关键作用—她甚至可能是史上所有总统候选人妻子中最为活跃的一个。弗洛伦斯重点建立了竞选团队和媒体间的联系。作为每日星报的业务经理，她对记者和新闻行业了解颇深，知道怎样迎合他们的需要。弗洛伦斯不但给记者们提供大量的提问和拍照机会，还亲自下厨，并把做好的饭菜送到在哈定家后院搭建的新闻会客室供记者们享用。她甚至还教丈夫如何以正确的姿势向电影摄影机挥手致意，从而最大程度利用镜头。
哈定的一个重要竞选优势是他得到了许多女性选民的支持，而这种支持可能来自多方面的原因。首先，哈定在参议院一直支持妇女选举权运动。随着1920年8月美国宪法第十九修正案的通过，1920年大选成为妇女在全国范围内获得选举权后的首场大选，大批妇女前往马里恩聆听他的演说。另外，哈定的长相也是个优势。在大部分人看来，和他的对手考克斯相比哈定明显要英俊一些。许多人，包括历史学家和普通选民都认为哈定的胜利实际上就是归功于他的相貌。英国记者和社会学家马尔科姆·格拉威尔（Malcolm Gladwell）在他2005年出版的《眨眨眼：无须思考的思考力量》（Blink: The Power of Thinking Without Thinking）一书中就附和了这种说法。格拉威尔认为哈定“长得就像一位总统”，以至于人们对他的第一印象已经注定了他们随后对哈定坚定不移的支持—至少在其智力缺陷或能力不足开始特别显现出来之前是如此。格拉威尔甚至由此引申，把人们基于有纰漏的过程而作决定的错误称为“哈定错误”（Warren Harding Error）。而哈定錯誤也讓人找到理由調侃女性參政權。
除妇女外，哈定还得到许多德裔和爱尔兰裔选民的支持。传统上，这两个族群倾向于民主党，但他们在战时自认受到了威尔逊政府的不公正对待，遂转而支持共和党。一战期间，威尔逊政府严厉打击反战和支持敌对国的运动，而德裔和爱尔兰裔美国人被其认为尤为危险：德国是美国的交战国；爱尔兰则和美国的一战盟友英国长期敌对。
在竞选中还出现了一些关于哈定具有十六分之一西印度群岛黑人血统、并且在他的家谱中还有其他黑人的谣言。当时对黑人的定义采取的是所谓“一滴血规则”：只要某人祖上有任何黑人亲属，无论远近，都意味着这个人算作黑人而非纯种白人。由于当时黑人参政被严格禁止，哈定的这个“新身份”对他十分不利。对此，他的竞选经理回应道：“在俄亥俄，没有哪个家庭有着比哈定家更干净和更让人尊重的记录。哈定有着来自新英格兰和宾夕法尼亚的碧眼血统，流淌着最好的先驱者的血液。”虽然这种说法除了坊间流言外并无实质性根据，但为哈定的反对者、历史学家威廉·E·钱斯勒（William E. Chancellor）大加利用，于大选期间写了一篇探究其身世的文章，期望凭此改变选民态度。不过，哈定本人似乎也得为流言的持久性负一定责任。这是因为，在接受报业经营者兼记者詹姆斯·W·福克纳（James W. Faulkner）采访时，哈定曾颇为鄙夷、半开玩笑地如此说道：“我怎么知道呢，吉姆？也许我的一个祖先翻了篱笆吧。”

## 結果
大选最后以哈定－柯立芝组合的完胜告终。共和党一共获得60%的普选票和404张选举人票。相比之下，民主党仅获得34%的普选票和127张选举人票。此外，在监狱里服刑的社会运动家尤金·V·德布斯（Eugene V. Debs）也得到了3%的普选票。因被威尔逊政府以妨碍征兵为由下狱，德布斯的竞选是在监牢裏进行的。